# Running Horse
Running Horse (рус. «Бегущая лошадь») — двадцатый альбом американской кантри-рок-группы Poco, выпущенный 18 ноября 2002 года.

## Об альбоме
Running Horse стал первым альбомом группы после более чем десятилетнего перерыва в записи нового материала, последовавшего за альбомом 1989 года Legacy. Обложка альбома является прямой отсылкой к альбому Legend, выпущенному в 1978 году и являющемуся наиболее успешным альбомом группы. Бывший участник Pure Prairie League и Little Feat Крэйг Фуллер принял участие в написании песни «That’s What Love Is All About», а также в качестве гостевого музыканта.

## Список композиций
1. «One Tear at a Time» (Расти Янг) — 3:02
2. «Every Time I Hear That Train» (Пол Коттон) — 4:28
3. «If Your Heart Needs a Hand» (Янг) — 4:59
4. «Never Loved… Never Hurt Like This» (Джек Сандрад) — 3:47
5. «Forever» (Янг) — 3:31
6. «Never Get Enough» (Сандрад, Крэйг Бикхардт, Дэвид Джеймс) — 3:07
7. «If You Can’t Stand to Lose» (Янг, Джон Коуэн) — 4:15
8. «I Can Only Imagine» (Коттон) — 5:09
9. «Shake It» (Сандрад) — 4:54
10. «That’s What Love Is All About» (Янг, Крейг Фуллер) — 3:45
11. «Running Horse» (Коттон) — 4:07

## Участники записи
- Пол Коттон — гитара, вокал
- Расти Янг — стил-гитара, банджо, добро, гитара, вокал, продюсер
- Джордж Грантхэм — ударные, вокал
- Джек Сандрад — бас-гитара, вокал
- Крэйг Фуллер — гармонический вокал, акустическая гитара
- Билл Ллойд — гитара
- Тони Харрелл — клавишные
- Майк Клют — продюсер
- Эрик Уолкер — дизайн